# Библиотека Селвин-колледжа
Библиотека Селвин-колледж — библиотека колледжа Селвин в Кембридже, официальная коллегиальная библиотека Кембриджского университета. Нынешнее здание библиотеки расположено в Центральном дворе, строительство которого было завершено в 1929 году. Библиотека была спроектирована архитектором Т. Х. Лионом как военная мемориальная библиотека в память о погибших в Первой мировой войне. В 2018 году было объявлено о планах строительства нового здания библиотеки и аудитории в Anne’s Court.
В настоящее время главный библиотекарь — София Адамс, архивариус — Элизабет Страттон.

## Описание

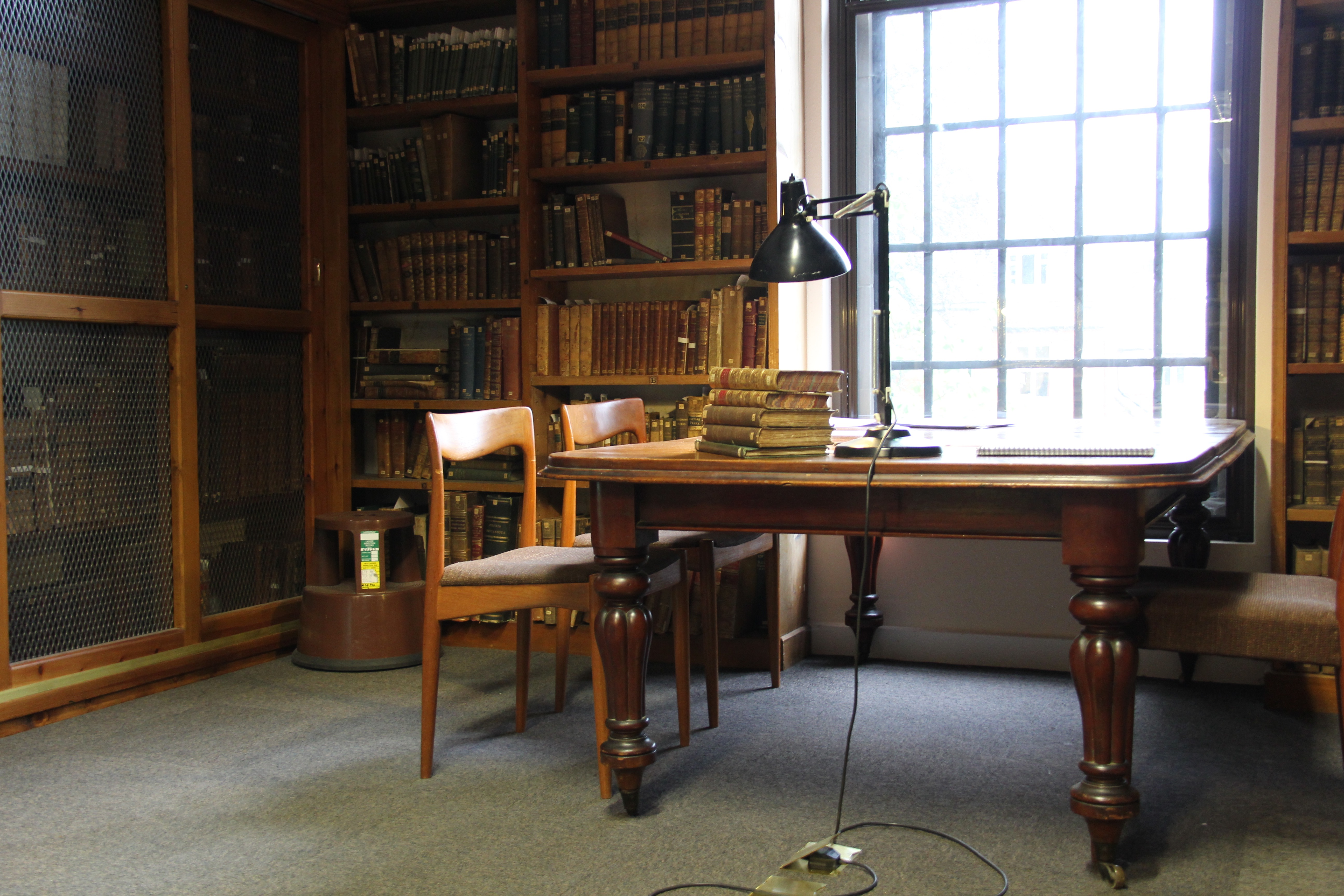
Стол библиотеки

Библиотека Селвин-колледж представляет собой двухэтажное здание из камня и кирпича в неовикторианском стиле. На первом этаже располагаются деревянные стеллажи, диваны, столы, туалет и кабинеты библиотекарей, на втором этаже расположены учебная зона, компьютерный зал и коллекция раритетов.
Также там находится небольшая современная пристройка, которая обеспечивает дополнительное место для рабочих столов и хранения книг. Она соединена с задней частью небольшим проходом. Эстакадный мост соединяет Военную мемориальную библиотеку с лестницей и старым двором. Под этим надземным мостом и аркой с двумя металлическими воротами располагаются ворота в Центральный корт.
Для удобства студентов библиотека оснащена компьютерами, принтерами, переплетными машинами и книжными мольбертами. В библиотеку можно попасть из Центрального корта при помощи ключа или по специальной договоренности. Специальные исторические экспонаты и отобранные книжные коллекции часто выставляются на главном столе для всеобщего обозрения.

## История

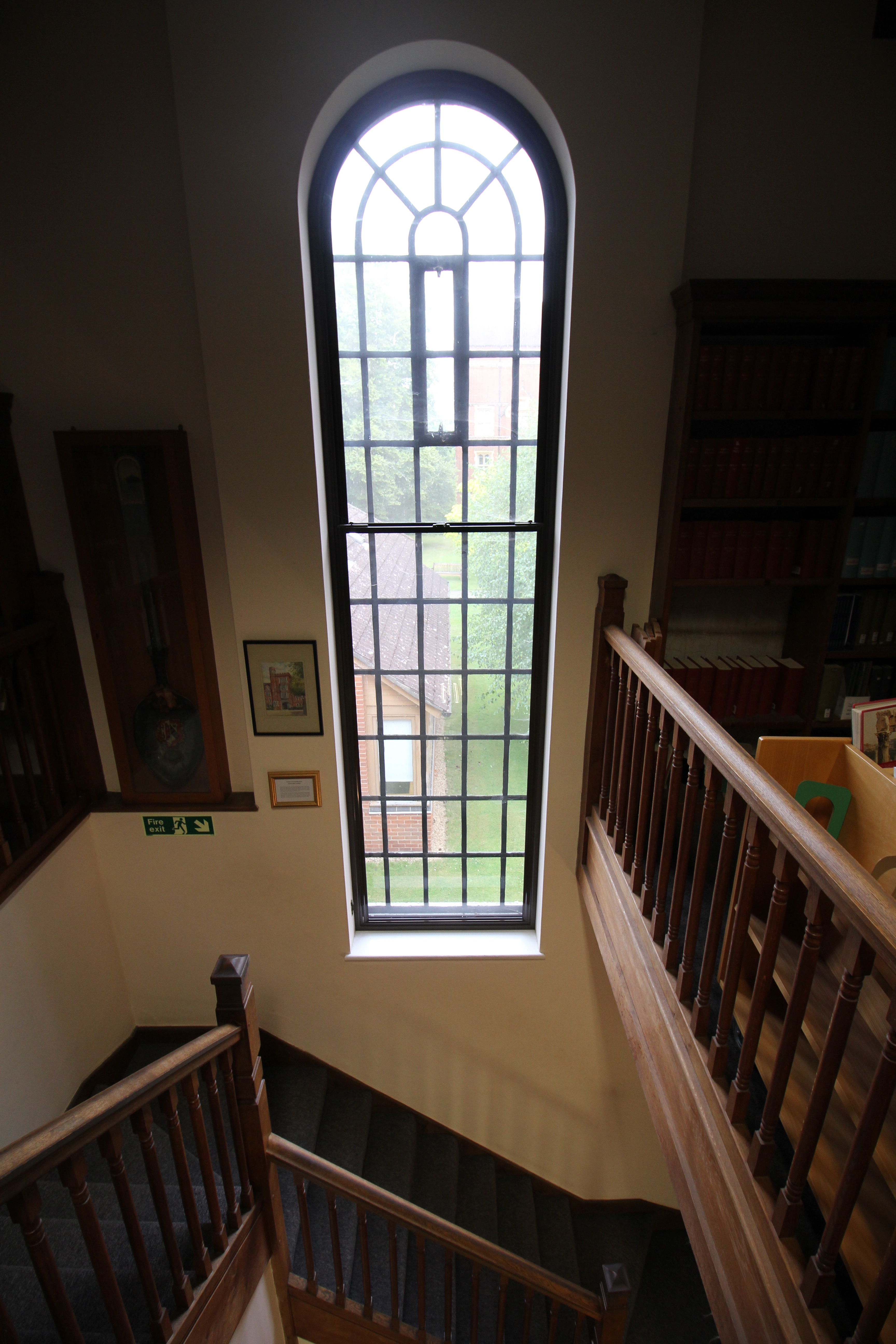
Военная мемориальная библиотека (лестница)

Библиотека Селвин-колледжа находилась в нескольких разных местах с момента его основания в 1882 году.
Первая библиотека располагалась в Тауэрской комнате, которая была одной из первых частей колледжа, построенного в 1882 году, над воротами. К 1895 году библиотека колледжа Селвин была перенесена в старую временную часовню внутри первого двора. Студенты должны были читать при свете масляных ламп, а у студентов было газовое освещение. До 1923 года в училище не было электричества.
В 1929 году библиотека колледжа Селвин снова переехала, но на этот раз в специально построенное помещение с внешней стороны лестницы С. Новое здание для Военной мемориальной библиотеки было построено в память о Первой мировой войне и было достаточно большим, чтобы вместить растущую коллекцию книг и писем, входящую в фонд колледжа.

### Пожертвования
Библиотека колледжа Селвин получила два значительных пожертвования в XIX веке. Первое поступило от каноника Уильяма Кука в 1894 году, а второе — от Эдварда Уитли-Бальма в 1896 году. В дополнение к предоставлению учебников общего пользования и типовых печатных материалов эти две коллекции включали несколько редких книг и документов, которые помогли библиотеке расти и развиваться на раннем этапе. В 1913 году А. К. Бенсон, магистр Колледжа Магдалины в Кембридже, подарил Селвин-колледжу письмо известного журналиста XVII века Сэмюэля Пеписа. Эти и другие книги и письма хранятся в коллекциях редких книг. Ещё в 1914 году библиотека получила ежегодный грант в размере 20 фунтов стерлингов на приобретение новых книг и материалов. Библиотека содержит более 30 000 книг и публикаций, а также компьютеры и онлайн-подписку на академические журналы и журналы.

### Военная мемориальная библиотека
Во время Первой мировой войны набор в Селвин-колледже снизился, на лестничных клетках разместились медсестры из Восточной больницы общего профиля (на месте которой позже расположилась библиотека Кембриджского университета). Главный сад колледжа был преобразован в участок для выращивания овощей для военных нужд, и только очень ограниченные средства были доступны для расширения библиотеки.

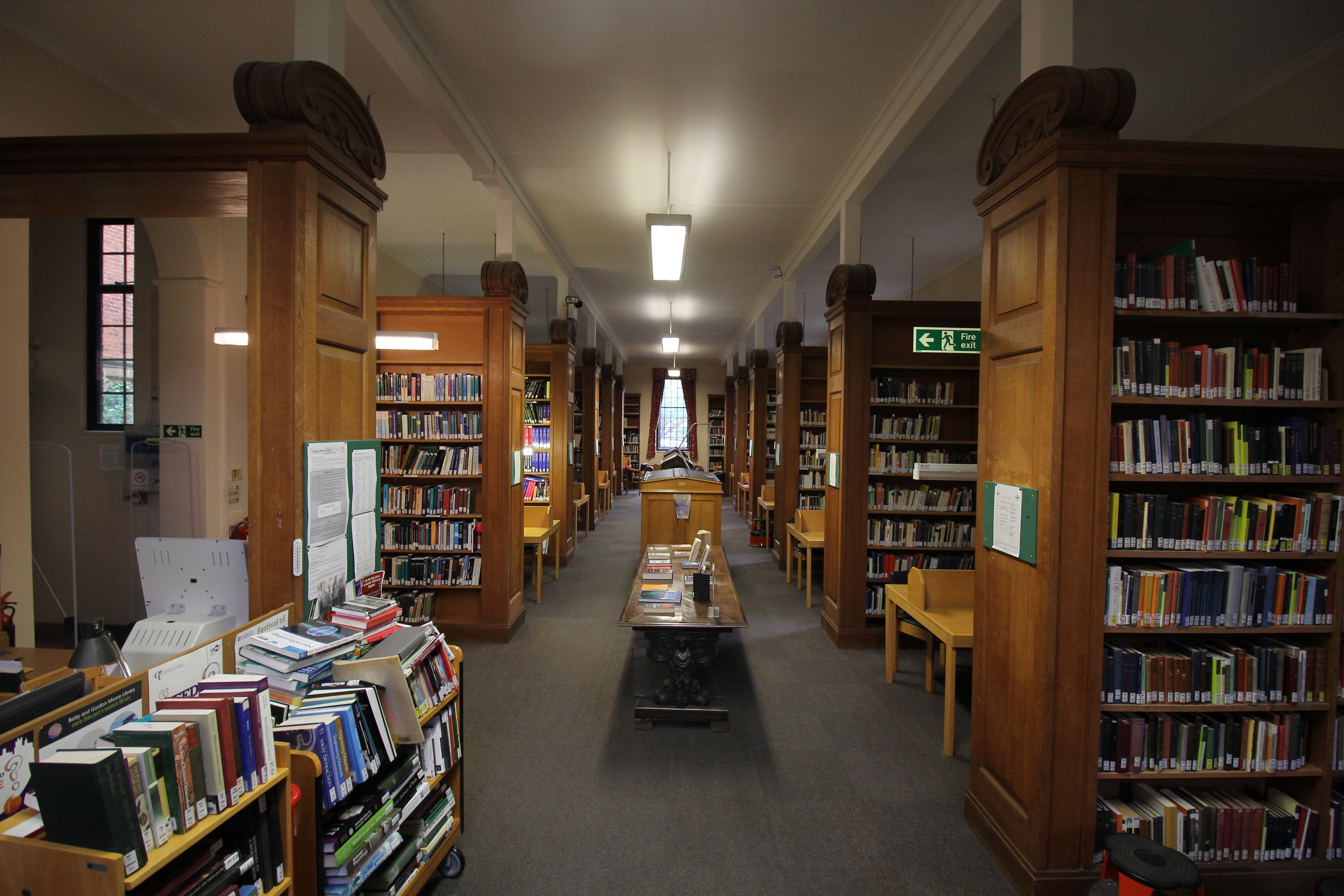
Библиотека колледжа Селвин

После завершения военных действий в колледже старались сохранять память о погибших в Первой мировой войне. На вопрос, какую форму должен принять этот мемориал, студенты решительно высказались за создание новой военной мемориальной библиотеки. Планы помещения новой библиотеки, которая закрыла бы пространство между Часовней и лестницей, были составлены архитектором Т. Х. Лионом, но в конечном итоге были отклонены. Затем того же архитектора наняли для проектирования нынешней викторианской постройки из камня и красного кирпича, которая стоит в Центральном дворе. Библиотека военного мемориала была построена в 1929 году. Средства на строительство небольшого моста, соединяющего верхний этаж военной мемориальной библиотеки с лестницей, были предоставлены двумя японскими дворянами в благодарность за гостеприимство, оказанное им в Ложе Мастера во время пребывания в Кембридже. Символ «свастика», расположенный над аркой на западной стороне библиотечного моста — знак семьи одного из благотворителей, маркиза Токугава.

## Архив

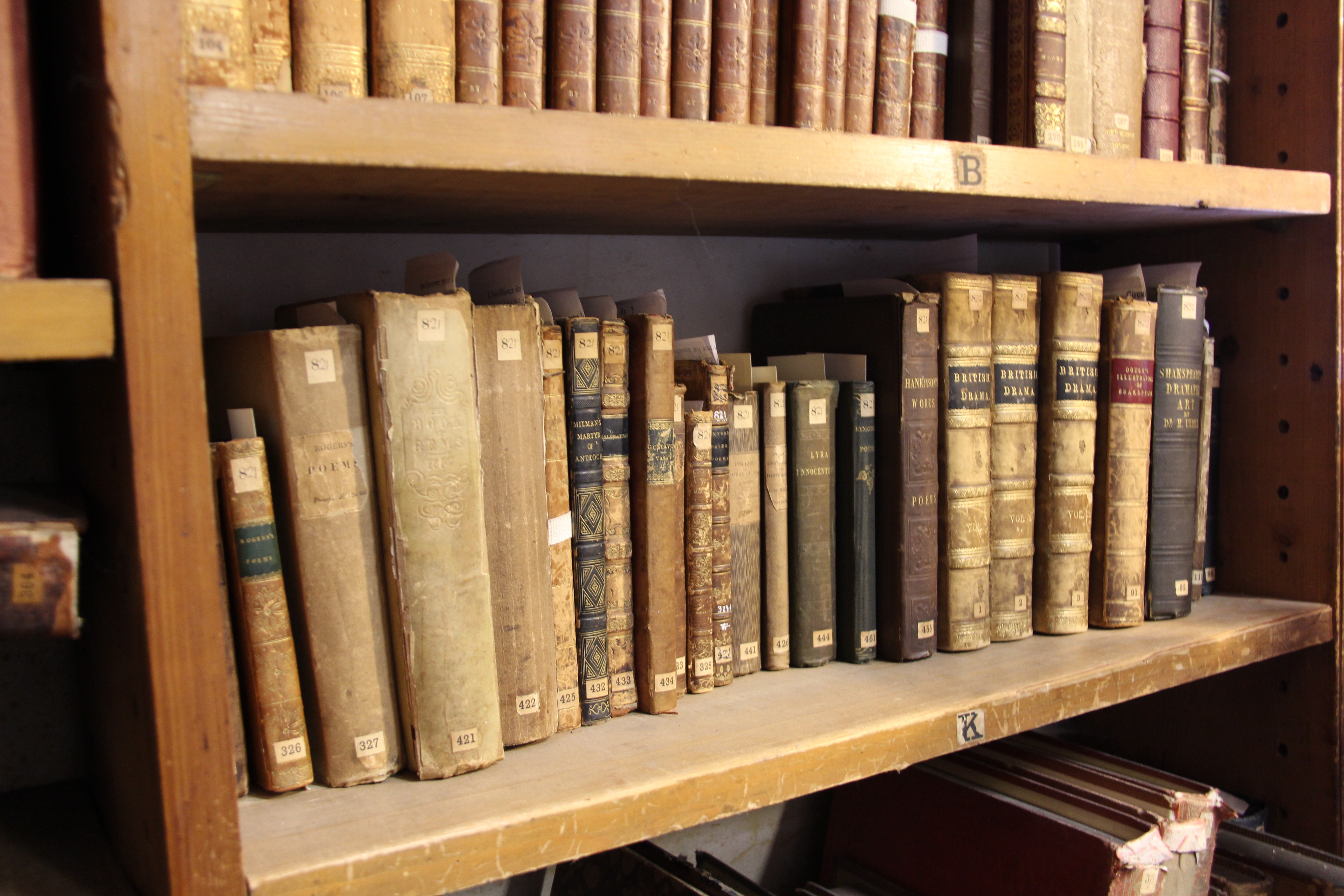
Коллекции книг колледжа Селвин

Архив — главное хранилище документов Селвин-колледжа в Кембридже. Работа архива нацелена на сбор, сохранение и предоставление доступа к записям, которые документируют историю и развитие колледжа. Архивы включают письма и документы от Джорджа Августа Селвина (1809–1878), епископа Новой Зеландии. Кроме того, в архивах есть документы, письма и планы выпускников и магистров колледжа с XIX века. Кембриджские письма, фотографии и памятные вещи от выпускников и семей, связанных с колледжем Селвин, гарантируют, что архивы продолжат расти. Центр архивов регулярно выделяет и продвигает эти документы через исторические экспозиции и выставки в библиотеке Селвин-колледжа.

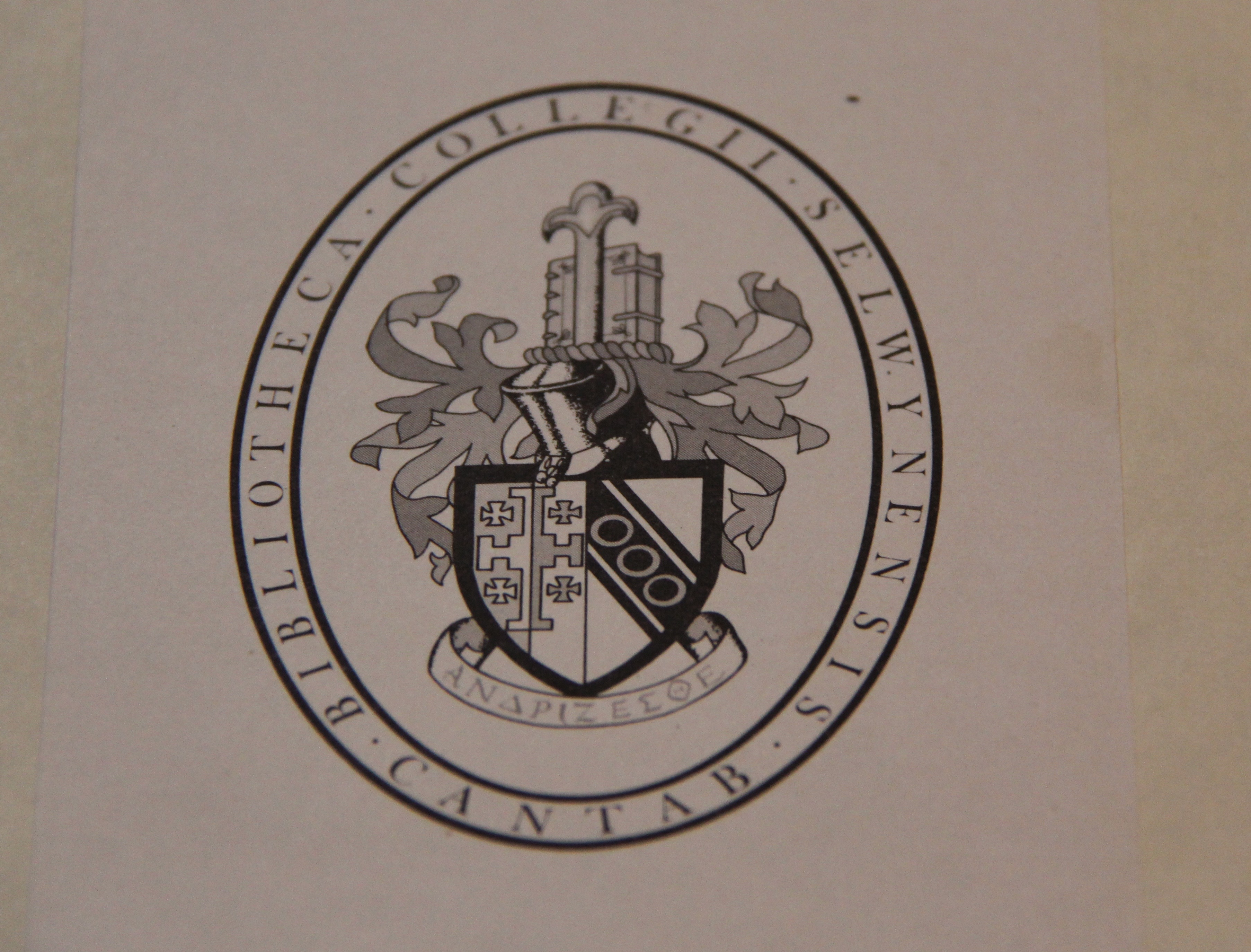
Bibliotheca Collegii Selwynensis, Кантаб

В 2016 году за деревянной обшивкой викторианской в помещении маленькой кухни, первоначально использовавшейся служащими колледжа, была обнаружена скрытая кладовая из писем, фотографий и редких открыток, принадлежащих одному из викторианских слуг. Артефакты этой находки были сохранены, задокументированы и сданы на хранение в архив Селвин-колледжа.
Студенты и исследователи могут бесплатно ознакомиться со многими коллекциями, хранящимися в архивах колледжа, при условии, что перед посещением архивариуса назначена встреча. Посетители архивов должны предоставить одну форму удостоверения личности с фотографией и одну форму удостоверения личности государственного образца. В архивной комнате есть розетки для ноутбуков. Для заметок от руки разрешается использовать только карандаши. Еда и напитки в архивах запрещены.

## Новая библиотека
В 2018 году было объявлено о планах строительства новой библиотеки стоимостью 12,6 миллиона фунтов стерлингов, которая будет построена вдоль западного края Anne’s Court, фактически огораживая двор. По состоянию на 2017 год колледж и частные меценаты собрали более 10 миллионов фунтов стерлингов. Новая библиотека, разработанная Porphyrios Associates, будет построена в том же историческом и народном стиле, что и Anne’s Court, чтобы не противоречить существующему архитектурному стилю колледжа. Библиотека будет включать новый архивный центр и аудиторию. В целом новая библиотека будет состоять из трех этажей, полуподвала и башни с видом на западный Кембридж. Она будет включать лучшее в мире компьютерное оборудование, а также в ней будет значительно больше места для студентов и исследователей.
Новая библиотека будет значительно больше старой военной мемориальной библиотеки и будет включать 140-местную аудиторию для преподавания, экзаменов и публичных лекций, таких как цикл лекций Рамзи Мюррея. Сиденья в аудитории будут выдвижными, чтобы можно было использовать пространство в различных конфигурациях. Во время каникул и перерывов аудитория будет обслуживать часть конференц-залов колледжа.

## Перепланировка

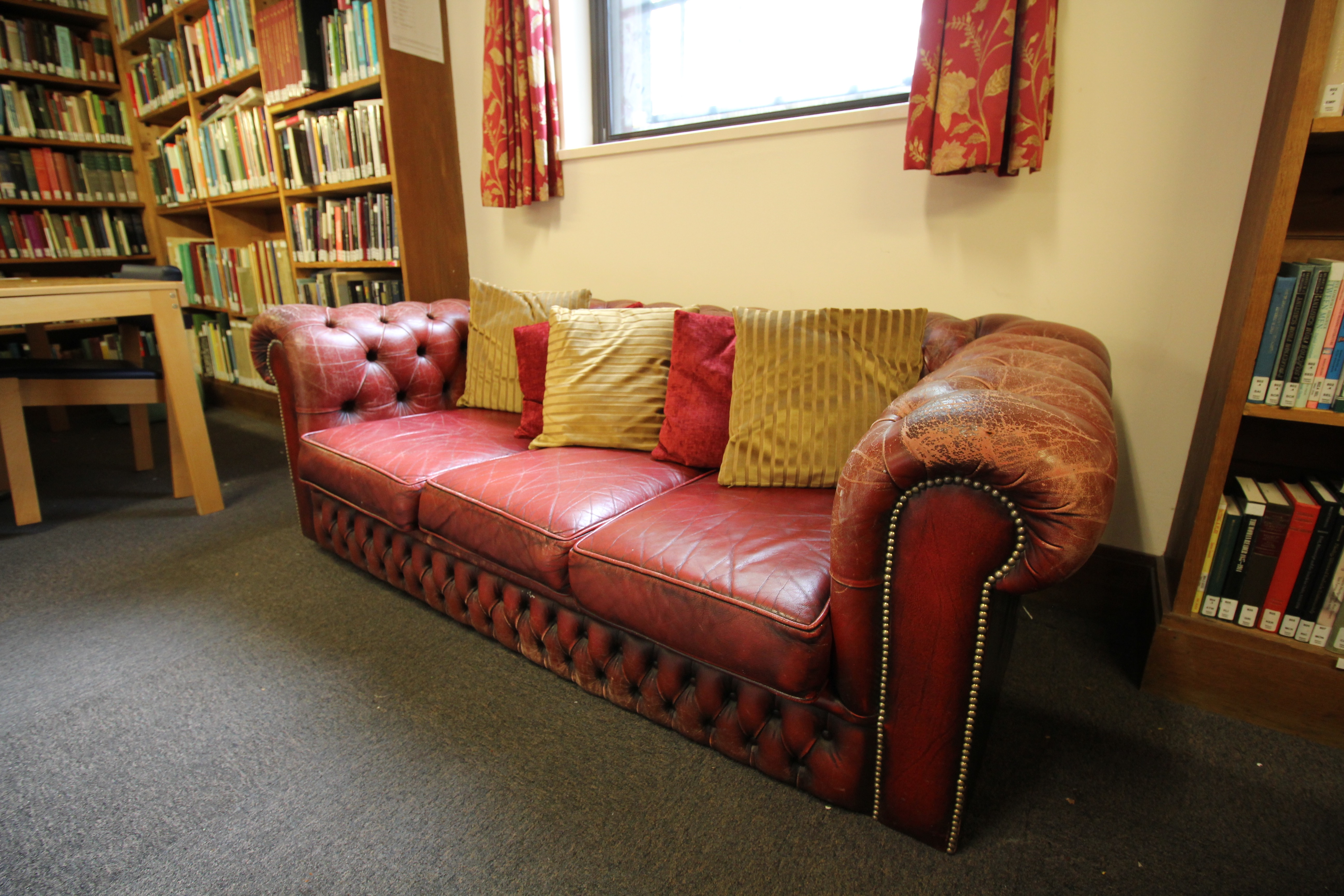
Диван Честерфилд в библиотеке колледжа Селвин

Ещё один проект реконструкции стоимостью 1,5 миллиона фунтов стерлингов позволит сохранить историческую военную мемориальную библиотеку и примыкающий к ней мост. После завершения строительства новой библиотеки в Anne’s Court старая библиотека в Centre Court будет отремонтирована и преобразована в семь учебных и конференц-залов.
План будущего развития колледжа предусматривает строительство лестничного крыла вдоль западного края Центрального двора (напротив Грейндж-роуд); старая библиотека будет сохранена из-за её характера и исторического значения для раннего развития колледжа. Таким образом, будущее развитие этого жилого крыла будет вокруг существующей военной мемориальной библиотеки, чтобы обеспечить её долгосрочное будущее; целью реновации также является предоставление расширенных жилых помещений для студентов.